# 喬爾諾耶湖 (梁贊區)
54°47′27″N 40°0′19″E / 54.79083°N 40.00528°E
喬爾諾耶湖（俄语：Чёрное озеро），是俄羅斯的湖泊，位於該國西北部，由梁贊州負責管轄，處於梁贊區，長1.6公里、寬1公里，面積1.26平方公里，海拔高度116米。